# NGC 2028
NGC 2028 est un amas ouvert situé dans la constellation de la Table. Cet amas est situé dans le Grand Nuage de Magellan. Il a été découvert par l'astronome britannique John Herschel en 1836. Cet amas a peut-être été observé par l'astronome écossais James Dunlop le 24 septembre 1826.